# Seznam osebnosti iz Občine Žetale
Seznam osebnosti iz Občine Žetale vsebuje osebnosti, ki so se tu rodile, delovale ali umrle.
Občino Žetale sestavlja pet zaselkov: Žetale, Čermožiše, Nadole, Kočice in Dobrina.
- Franc Fideršek (1924, Nadole – 2012, Ptuj), novinar
- Anton Hajšek (1827–1907) rodoljub in zbiratelj
- Jože Lampret (1903, Šoštanj – 1969, Ljubljana, partizanski duhovnik
- Robert Gary Minnich, napisal doktorat o Žetalah
- Anton Peinkiher, (1960, Nadole –), častnik kopenske vojske, obveščevalni častnik, varnostni manager in gospodarstvenik
- Jože Topolovec (1934, Kočice – 2010, Celje), duhovnik, pisatelj
- Antonija Žumbar (1961, Ptuj –), ekonomistka, ljubiteljska kulturnica, županja